# Aspicilia simoënsis
Aspicilia simoënsis är en lavart som beskrevs av Räsänen. Aspicilia simoënsis ingår i släktet Aspicilia och familjen Megasporaceae.  Arten är reproducerande i Sverige. Inga underarter finns listade i Catalogue of Life.